# مطار بكين نانيوان
مطار بكين نانيوان (بالإنجليزية: Beijing Nanyuan Airport)‏ (إياتا: NAY، إيكاو: ZBNY) يقع في مدينة بكين في جمهورية الصين الشعبية. يقع في منطقة فنغتاى، على بعد 3 كيلومترات (1.9 ميل) جنوب الطريق الدائري الرابع و13 كيلومتر (8.1 ميل) من ساحة تيانانمن، افتتح مطار نانيوان لأول مرة في عام 1910، مما يجعله أقدم مطار في الصين. كانت المركز الرئيسي لشركة الخطوط الجوية الصينية المتحدة، والتي كانت أيضًا شركة الطيران الوحيدة في المطار.
توقف مطار نانيوان عن العمليات المدنية في 25 سبتمبر 2019، بعد نقل جميع رحلات الركاب التجارية (التي تديرها شركة الخطوط الجوية الصينية المتحدة) إلى مطار بكين داشينغ الدولي الذي افتتح حديثًا. ظل المطار قاعدة عسكرية للقوات الجوية لجيش التحرير الشعبي حتى 30 سبتمبر 2019، عندما افتتح مطار بكين نانجياو.
صنف مطار بكين نانيوان في المرتبة الأربعون في الصين من حيث عدد الركاب عام 2011 وفقًا لإدارة الطيران المدني في الصين، حيث تعامل مع 2,644,598 راكب، وبلغ إجمالي حركة الطائرات (القادمة والمغادرة) 21,642 طائرة وقد بلغت كمية البضائع المنقولة عبر المطار 23,557 طن.

## وصلات خارجية
- http://www.flightstats.com/go/Airport/airportDetails.do?airportCode=NAY